# Circuit de Berlin-Tempelhof
Le circuit de Berlin-Tempelhof est un circuit automobile temporaire utilisant l'aéroport désaffecté de Berlin-Tempelhof. Il a accueilli à quatre reprises l’ePrix de Berlin comptant pour le championnat de Formule E FIA.

## Historique

Le circuit de Berlin-Tempelhof en 2015.

Le premier ePrix s'y est tenu le 23 mai 2015. Il a été remporté par Jérôme d'Ambrosio. L’année suivante, l’ePrix a eu lieu au centre-ville en raison de l’incapacité de revenir au Tempelhof ; cette épreuve a été remportée par Sébastien Buemi. En 2017, avec l’annulation de l’ePrix de Bruxelles, une double manche est organisée au Tempelhof, mais le circuit est complètement modifié. La première course est remportée par Felix Rosenqvist tandis que la seconde voit la victoire de Sébastien Buemi.

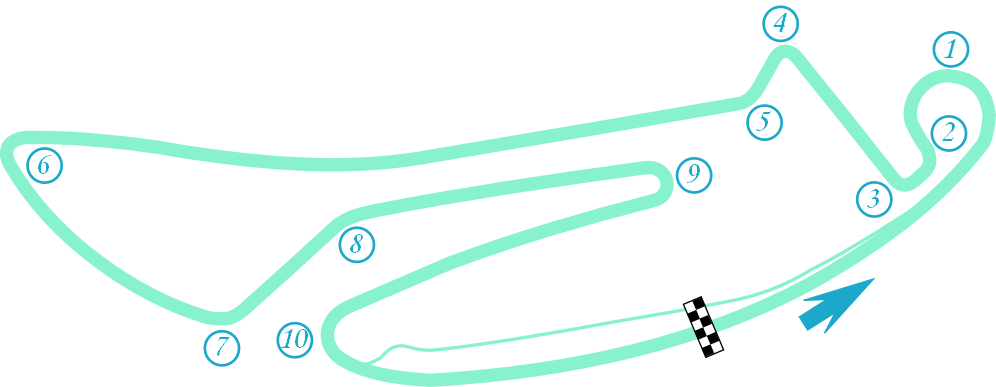
Le circuit de 2017 à 2019.

En 2018, la Formule E revient sur un circuit quasiment identique ; seules les entrée et sortie des stands ont changé de position. Cette course est remportée par l’Allemand Daniel Abt. L‘ePrix de 2019 a été remporté par son coéquipier Lucas di Grassi.

### Édition spéciale 2020
En 2020, la pandémie du coronavirus bouleverse massivement le calendrier de la Formule E, voyant huit courses annulées. De ce fait, seulement cinq épreuves ont pu avoir eu lieu, alors qu'un minimum de six sont nécessaires pour décerner un titre de champion. Cela conduit les organisateurs à créer un calendrier alternatif, mais en raison des restrictions mis en place dans le monde entier concernant les voyages et les événements regroupant du public, une idée inédite est évoquée : six ePrix sont organisés au mois d'août, sous la forme de trois doubles manches en neuf jours, tous à Berlin. La nouvelle version du calendrier a été confirmée le 17 juin 2020 par la Formule E et la FIA.
Contrairement aux circuits situés en centre-ville, le circuit de Tempelhof présente la possibilité d'être occupé plusieurs jours d'affilée, ce qui permet aux 6 doubles manches et aux 2 changements de configuration de se tenir dans un délai réduit. 
Les courses ont lieu les 5 et 6 août, puis les 8 et 9 août, et enfin les 12 et 13 août, chaque fois dans une configuration différente. Afin de respecter les restrictions gouvernementales en Allemagne, les courses se déroulent à huis clos et le personnel est limité à 1000 personnes sur le site.
| Date         | Lieu              | Circuit                                              | Image |
| ------------ | ----------------- | ---------------------------------------------------- | ----- |
| 5 août 2020  | Berlin, Allemagne | Circuit de Berlin-Tempelhof 1 (Circuit inversé)      |       |
| 6 août 2020  | Berlin, Allemagne | Circuit de Berlin-Tempelhof 1 (Circuit inversé)      |       |
| 8 août 2020  | Berlin, Allemagne | Circuit de Berlin-Tempelhof 2 (Circuit traditionnel) |       |
| 9 août 2020  | Berlin, Allemagne | Circuit de Berlin-Tempelhof 2 (Circuit traditionnel) |       |
| 12 août 2020 | Berlin, Allemagne | Circuit de Berlin-Tempelhof 3 (Circuit alternatif)   |       |
| 13 août 2020 | Berlin, Allemagne | Circuit de Berlin-Tempelhof 3 (Circuit alternatif)   |       |

Deux semaines avant la première course, le 21 juillet 2020, la Formule E officialise les trois circuits utilisés pour les trois double manches : le premier se déroule sur le circuit traditionnel utilisée depuis 2017, mais dans le sens inverse (sens horaire) ; le second se déroule sur le même circuit, mais dans le sens habituel (anti-horaire) ; enfin, la troisième et dernière double manche se déroule sur un circuit présentant 6 virages supplémentaires, ce qui rend le circuit plus sinueux et plus technique.

## Description

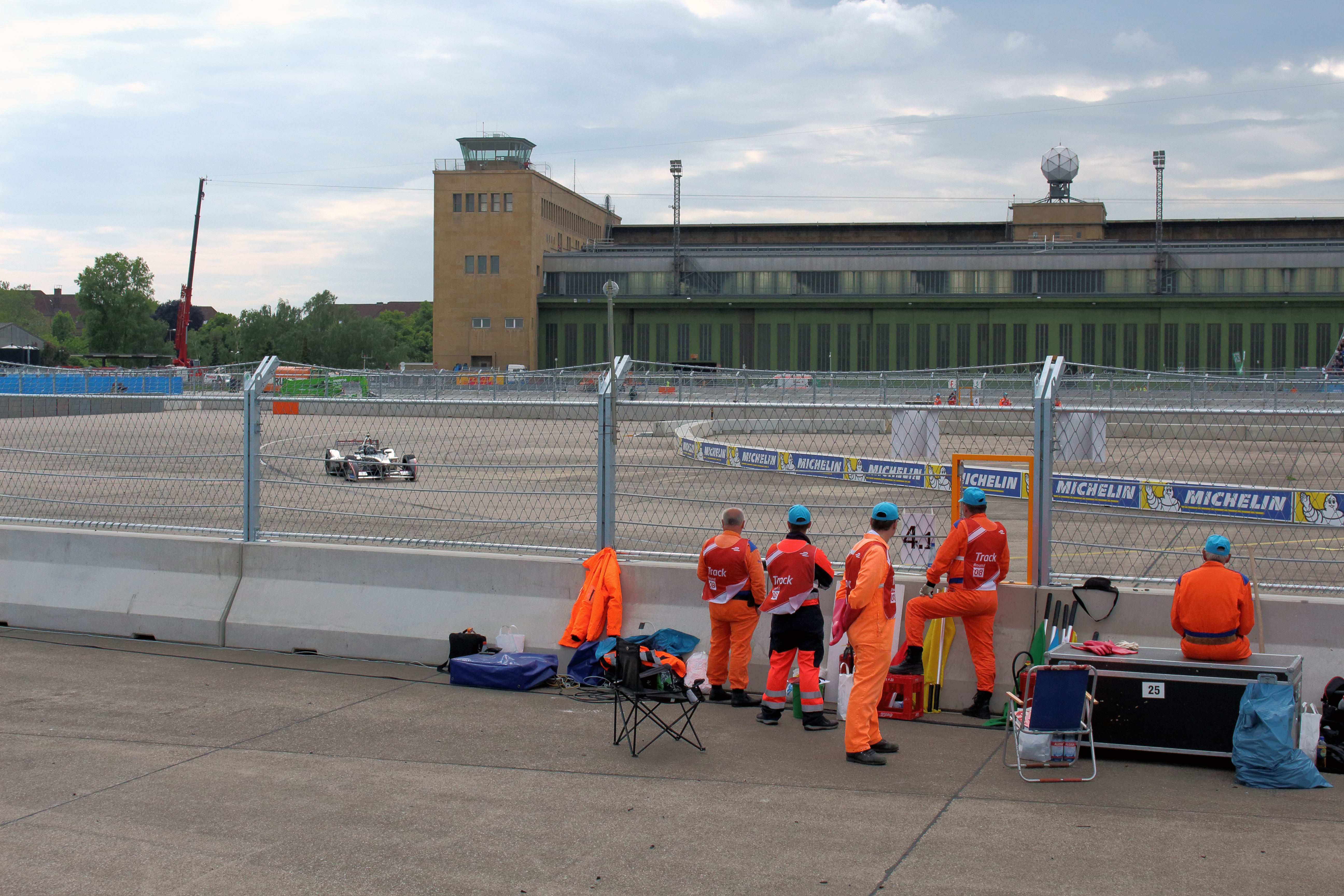
Virage 4 du circuit de 2015.

Le tracé est composé de 10 virages et long de 2,377 km.
Ce circuit présente la particularité de ne pas être directement situé en centre-ville mais sur un aéroport désaffecté, ce qui a l’avantage de permettre la modification à volonté du circuit, comme entre 2015 et 2017.

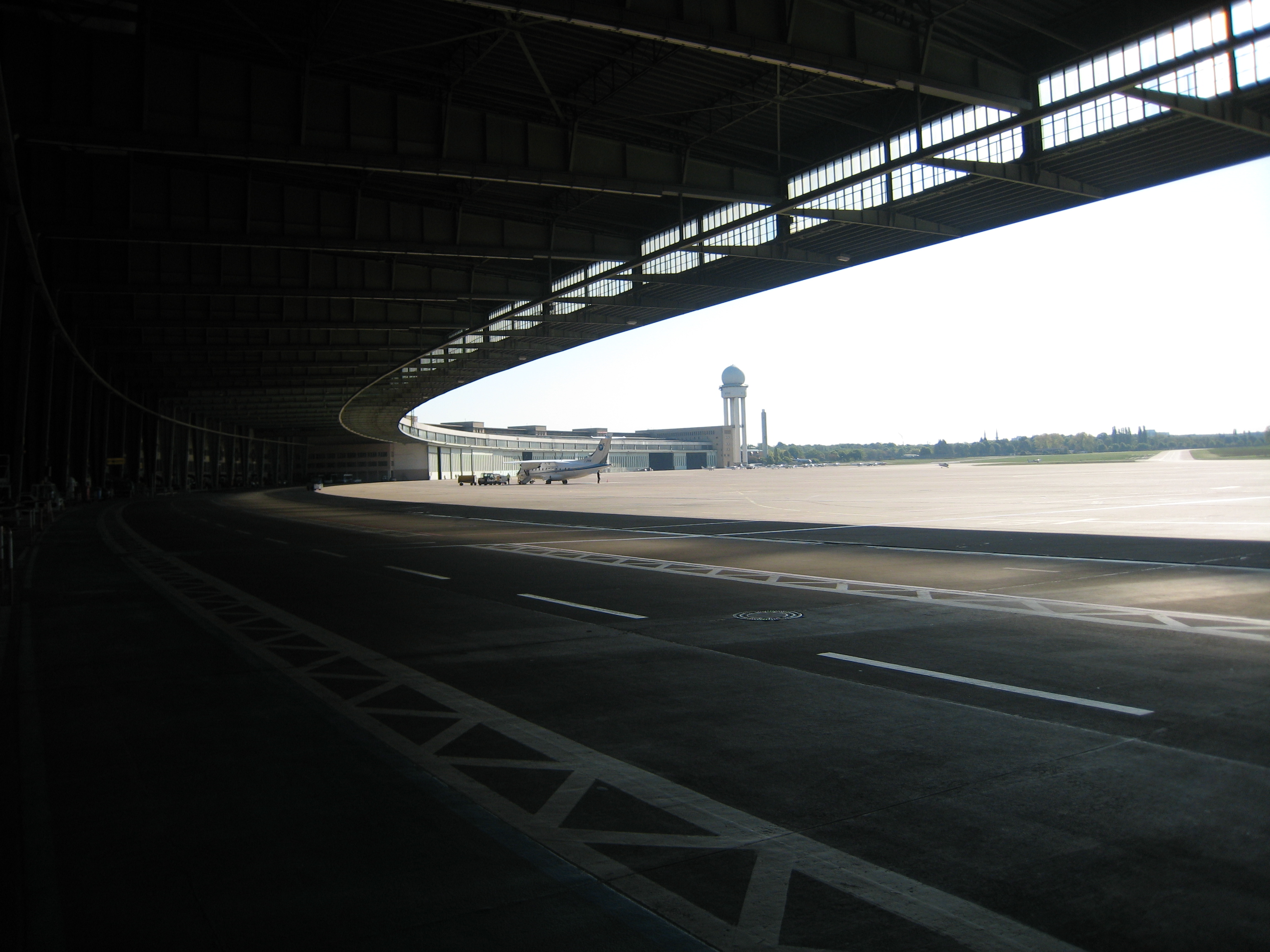
Les hangars de l'aéroport, où se situaient les virages 13, 14 et 17.

La première variante du circuit en 2015 avait une longueur de 2,469 km, composée de 17 virages et menée dans le sens anti-horaire. La ligne droite entre les virages 13 à 14 et le virage 17 passait sous les hangars de l'aéroport qui font environ 1,2 kilomètre de long.
En 2017, un nouveau circuit est présenté, plus éloigné des hangars et parcouru comme le précédent dans le sens anti-horaire. La longueur du circuit a été raccourcie à 2,277 km et le nombre de virages a été réduit à 10. Le circuit présente comme particularité de traverser un tunnel entre les virages 3 et 4.
Pour l’ePrix de Berlin 2018, la ligne droite avant le virage 6 a été allongée tandis que le virage en question a été rétréci. De plus, l'entrée de la voie des stands a été déplacée : au lieu d’être située avant le virage 10, elle se trouve désormais après celui-ci. La longueur du parcours a augmenté de 100 mètres pour atteindre 2,377 km.
En 2019, le tunnel entre le virage 3 et 4 est supprimé.